# Annette Heick
Annette Vollmer Heick (Nació el 12 de noviembre de 1971) es una personalidad televisiva, periodista, cantante y actriz de doblaje danesa. Es la hija de los artistas Keld y Hilda Heick.

## Carrera
Su carrera periodística empezó en 1987, donde fue empleada por B.T.Después de esto, fue empleada por Se og Hør y Ekstra Bladet.
Como cantante, ella y Tommy Seebach tuvieron gran éxito en 1987 con Du skælder mig hele tiden ud.En octubre del 2005, su álbum de debut en solitario, Right Time, fue lanzado.
Ha trabajado como presentadora televisiva en DR y TV 2.
En 2011, debutó en el teatro musical interpretando a la bruja buena Glinda en el musical Wicked: La Historia jamás contada de las brujas de Oz en el montaje no-réplica hecho por el De Ny Teater en Copenhague.
En su carrera como actriz de doblaje, ha proporcionado las voces danesas de numerosos personajes animados, incluyendo a la pata Daisy en Mickey Mouse, Douglas en Lloyd in Space, La Princesa Atta en la película de Pixar Bichos, Una Aventura en Miniatura, Shego en Kim Posible y Arenita Mejillas en Bob Esponja.